# Watson Lake
Watson Lake es un pueblo ubicado en la histórica milla 635 de la carretera de Alaska en el Yukón al sureste, cercana a la frontera con la provincia de Columbia Británica. Su población en el censo de 2011 fue de 593 habitantes.

## Galería

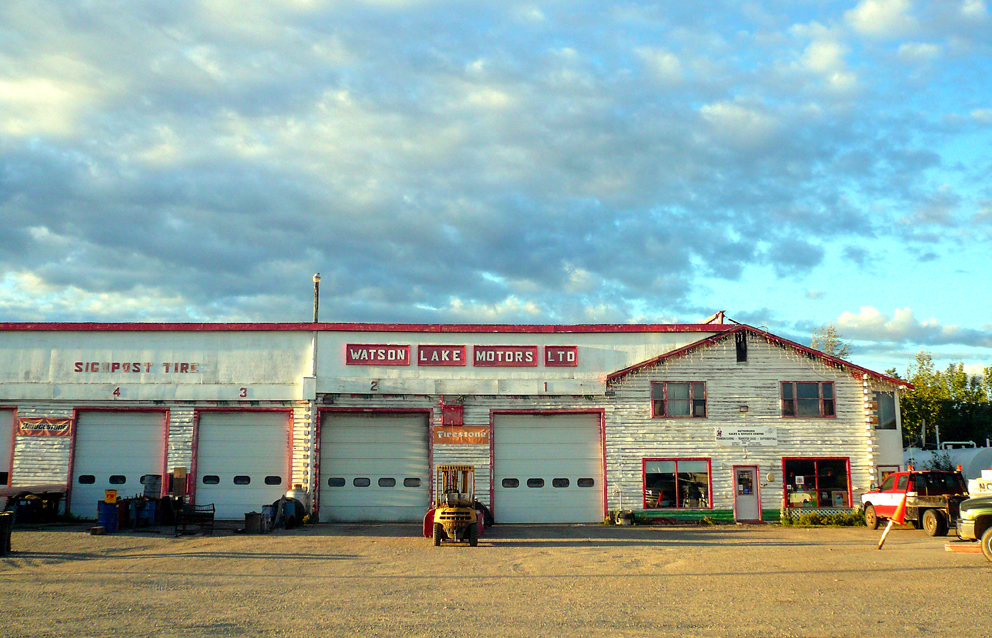
Watson Lake Motors
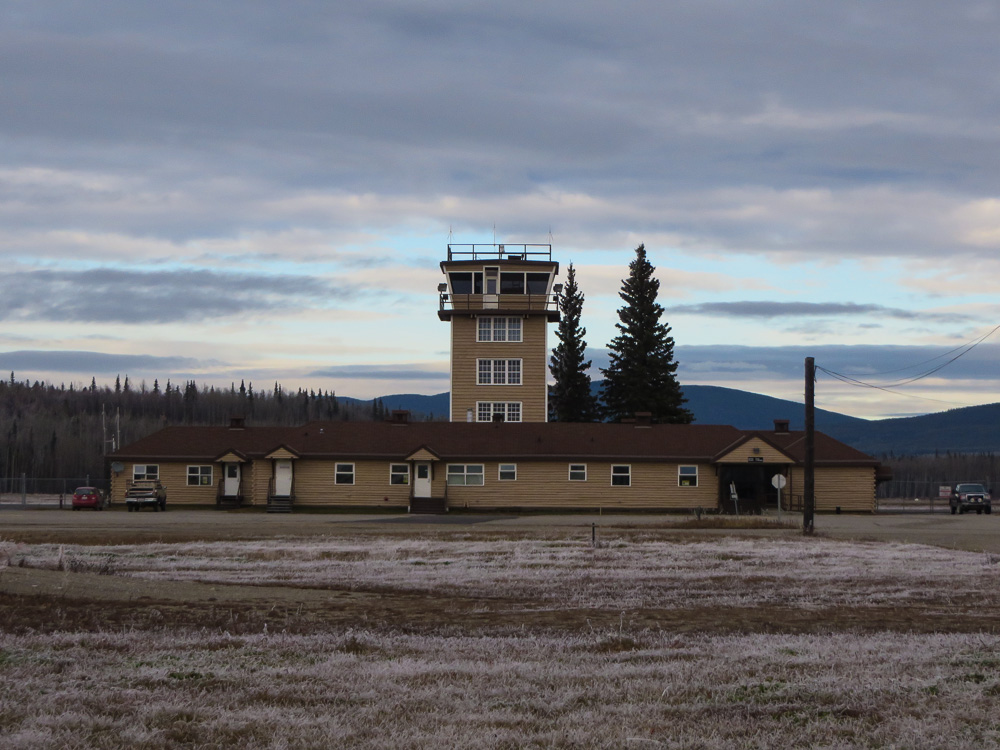
Terminal de aeropuerto

## Clima
| Parámetros climáticos promedio de Watson Lake (1981-2010) | Parámetros climáticos promedio de Watson Lake (1981-2010) | Parámetros climáticos promedio de Watson Lake (1981-2010) | Parámetros climáticos promedio de Watson Lake (1981-2010) | Parámetros climáticos promedio de Watson Lake (1981-2010) | Parámetros climáticos promedio de Watson Lake (1981-2010) | Parámetros climáticos promedio de Watson Lake (1981-2010) | Parámetros climáticos promedio de Watson Lake (1981-2010) | Parámetros climáticos promedio de Watson Lake (1981-2010) | Parámetros climáticos promedio de Watson Lake (1981-2010) | Parámetros climáticos promedio de Watson Lake (1981-2010) | Parámetros climáticos promedio de Watson Lake (1981-2010) | Parámetros climáticos promedio de Watson Lake (1981-2010) | Parámetros climáticos promedio de Watson Lake (1981-2010) |
| Mes                                                       | Ene.                                                      | Feb.                                                      | Mar.                                                      | Abr.                                                      | May.                                                      | Jun.                                                      | Jul.                                                      | Ago.                                                      | Sep.                                                      | Oct.                                                      | Nov.                                                      | Dic.                                                      | Anual                                                     |
| --------------------------------------------------------- | --------------------------------------------------------- | --------------------------------------------------------- | --------------------------------------------------------- | --------------------------------------------------------- | --------------------------------------------------------- | --------------------------------------------------------- | --------------------------------------------------------- | --------------------------------------------------------- | --------------------------------------------------------- | --------------------------------------------------------- | --------------------------------------------------------- | --------------------------------------------------------- | --------------------------------------------------------- |
| Temp. máx. abs. (°C)                                      | 8.9                                                       | 12.2                                                      | 11.7                                                      | 20.1                                                      | 34.2                                                      | 33.9                                                      | 35.4                                                      | 32.8                                                      | 27.8                                                      | 21.7                                                      | 12.2                                                      | 8.4                                                       | 35.4                                                      |
| Temp. máx. media (°C)                                     | -17.5                                                     | -10.4                                                     | -1.8                                                      | 7.0                                                       | 14.0                                                      | 19.6                                                      | 21.5                                                      | 19.1                                                      | 12.8                                                      | 3.7                                                       | -10.0                                                     | -16.0                                                     | 3.5                                                       |
| Temp. media (°C)                                          | -22.5                                                     | -17.0                                                     | -9.6                                                      | 0.1                                                       | 7.6                                                       | 13.2                                                      | 15.3                                                      | 13.0                                                      | 7.5                                                       | -0.5                                                      | -14.7                                                     | -20.8                                                     | -2.4                                                      |
| Temp. mín. media (°C)                                     | -27.5                                                     | -23.5                                                     | -17.3                                                     | -6.8                                                      | 1.3                                                       | 6.8                                                       | 9.0                                                       | 6.9                                                       | 2.2                                                       | -4.7                                                      | -19.3                                                     | -25.6                                                     | -8.2                                                      |
| Temp. mín. abs. (°C)                                      | -58.9                                                     | -56.2                                                     | -46.7                                                     | -32.8                                                     | -16.0                                                     | -3.3                                                      | 0.6                                                       | -6.7                                                      | -13.9                                                     | -36.6                                                     | -47.5                                                     | -53.3                                                     | -58.9                                                     |
| Precipitación total (mm)                                  | 30.9                                                      | 20.4                                                      | 15.3                                                      | 14.1                                                      | 37.4                                                      | 54.9                                                      | 59.5                                                      | 47.6                                                      | 42.6                                                      | 37.7                                                      | 27.9                                                      | 27.9                                                      | 416.4                                                     |
| Lluvias (mm)                                              | 0.1                                                       | 0.0                                                       | 0.1                                                       | 4.6                                                       | 33.6                                                      | 54.9                                                      | 59.5                                                      | 47.4                                                      | 41.1                                                      | 19.5                                                      | 0.6                                                       | 0.5                                                       | 262.0                                                     |
| Nevadas (cm)                                              | 40.6                                                      | 28.5                                                      | 19.6                                                      | 11.4                                                      | 3.7                                                       | 0.0                                                       | 0.0                                                       | 0.3                                                       | 1.7                                                       | 20.8                                                      | 34.2                                                      | 35.3                                                      | 196.1                                                     |
| Días de precipitaciones (≥ 0.2 mm)                        | 13.2                                                      | 10.3                                                      | 9.3                                                       | 6.3                                                       | 11.5                                                      | 12.7                                                      | 14.8                                                      | 13.7                                                      | 13.8                                                      | 14.4                                                      | 14.6                                                      | 12.6                                                      | 147.2                                                     |
| Días de lluvias (≥ 0.2 mm)                                | 0.2                                                       | 0.1                                                       | 0.2                                                       | 2.3                                                       | 11.0                                                      | 12.7                                                      | 14.8                                                      | 13.7                                                      | 13.4                                                      | 7.5                                                       | 0.5                                                       | 0.4                                                       | 76.6                                                      |
| Días de nevadas (≥ 0.2 cm)                                | 13.9                                                      | 10.8                                                      | 9.8                                                       | 4.8                                                       | 1.5                                                       | 0.0                                                       | 0.0                                                       | 0.2                                                       | 1.0                                                       | 8.3                                                       | 15.2                                                      | 13.2                                                      | 78.7                                                      |
| Humedad relativa (%)                                      | 75.5                                                      | 73.7                                                      | 59.9                                                      | 46.3                                                      | 41.4                                                      | 43.5                                                      | 47.7                                                      | 49.6                                                      | 56.4                                                      | 69.1                                                      | 79.8                                                      | 76.9                                                      | 60.0                                                      |
| Fuente:                                                   |                                                           |                                                           |                                                           |                                                           |                                                           |                                                           |                                                           |                                                           |                                                           |                                                           |                                                           |                                                           |                                                           |